# 卡斯特罗维耶霍
卡斯特罗维耶霍，是西班牙拉里奥哈自治区的一个市镇。总面积21平方公里，总人口54人（2001年），人口密度3人/平方公里。